# Babyka v Seminářské zahradě
Babyka v Seminářské zahradě je památný strom, jediný svého druhu v Praze. Vysoký javor babyka (Acer campestre) roste v severovýchodní části Petřínských sadů, v Seminářské zahradě nad malým rybníčkem, který je pod restaurací Petřínské terasy.

## Základní údaje
- rok vyhlášení: 2009
- odhadované stáří: zhruba 160 let (v roce 2018)
- obvod kmene: 278 cm (2008), 285 cm (2013)

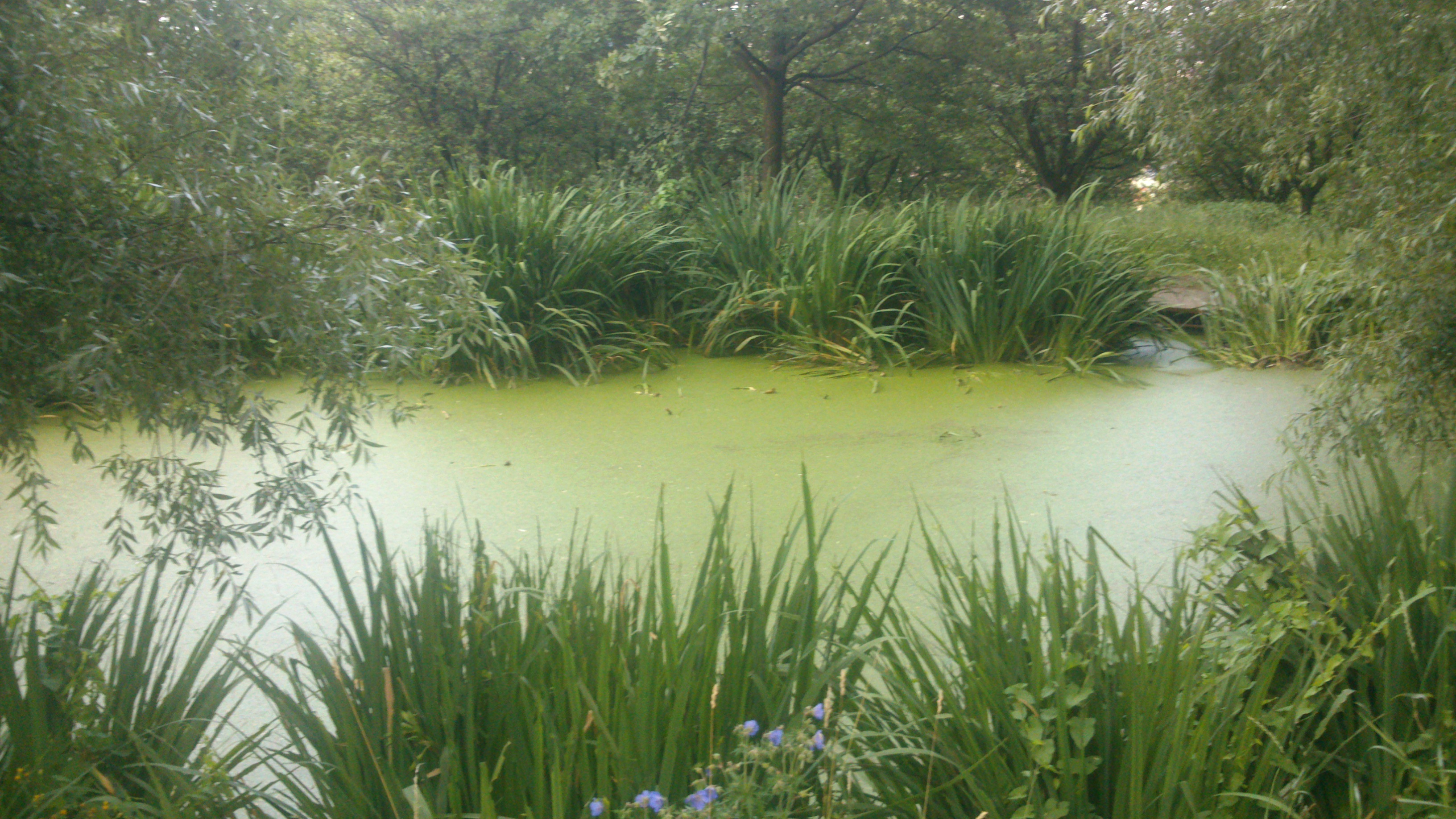
Rybníček pod babykou

- výška: asi 24 m (v roce 2008)
- šířka koruny: 12 m (2008)

## Stav stromu
Strom má nadprůměrný vzrůst a je ve výborném stavu.

## Další zajímavosti
Babyka je asi 250 m severně od stanice lanovky Nebozízek a kousek od studánky Petřínka. Strom je svým vzrůstem výjimečný, protože babyky často mívají jen keřovou formu. Lokalita s rybníčkem je trochu stranou nejfrekventovanějších turistických cest, ale jsou od ní hezké výhledy na centrum Prahy i na Pražský hrad. Asi o 800 m dál je další památný strom, jasan ve Strahovské zahradě, a dole pod Petřínem, každý asi 1 km od babyky, jsou tři pozoruhodné platany: v zahradě Kinských, Beethovenův platan u Velkopřevorského paláce a platan na Kampě u Werichovy vily. 